# Ana Pastor García
Ana Rosa Pastor García (Madrid, 9 de diciembre de 1977), conocida como Ana Pastor, es una periodista y presentadora española. Desde el año 2013 es la presentadora del programa semanal El objetivo y desde 2017 del documental semanal ¿Dónde estabas entonces?, en La Sexta. En 2018 funda Newtral, productora audiovisual de la que es dueña. Anteriormente, había estado ligada a distintos medios como Cadena SER, TVE y CNN en Español.

## Biografía
Nacida en Madrid, estudió en el Colegio Esclavas del Sagrado Corazón de Jesús y se licenció en el grado de Periodismo por la universidad CEU San Pablo. Ha trabajado en prensa escrita, televisión, en RNE y en la Agencia EFE. Es pareja del periodista Antonio García Ferreras, con el que tiene un hijo.

## Trayectoria profesional

### Etapa en la Cadena SER
En 1998 en TeleToledo
En 1999 Ana Pastor comenzó a trabajar para la Cadena SER. Allí formó parte del equipo de Iñaki Gabilondo y se especializó en información internacional. Ha sido enviada especial en el desastre del tsunami del sudeste asiático y los atentados del 7-J de Londres, y ha cubierto informaciones en Pakistán, Afganistán, Níger, Senegal, Guinea Ecuatorial, Gambia, Liberia y Sierra Leona.
Además, dirigió y presentó el programa semanal de actualidad Punto de fuga, donde entrevistó a diversas personalidades como, por ejemplo, Ellen Johnson-Sirleaf, presidenta de Liberia, o a la expresidenta de Irlanda y premio Príncipe de Asturias Mary Robinson.

### Etapa en RTVE
En septiembre de 2006 fue fichada para presentar el programa de TVE 59 segundos.

Yo soy combativa, pero como moderadora he de apostar por dar turno a todos los contertulios [opinó sobre el programa]. Tengo muy claro que cuando este programa se acabe seguiré con mi camino. Yo me considero una redactora, con todo lo que eso supone. Tengo claro que esto es una época de mi vida, y por eso voy a disfrutarlo. Soy de las personas que lo da todo cuando está metida en un proyecto profesional.

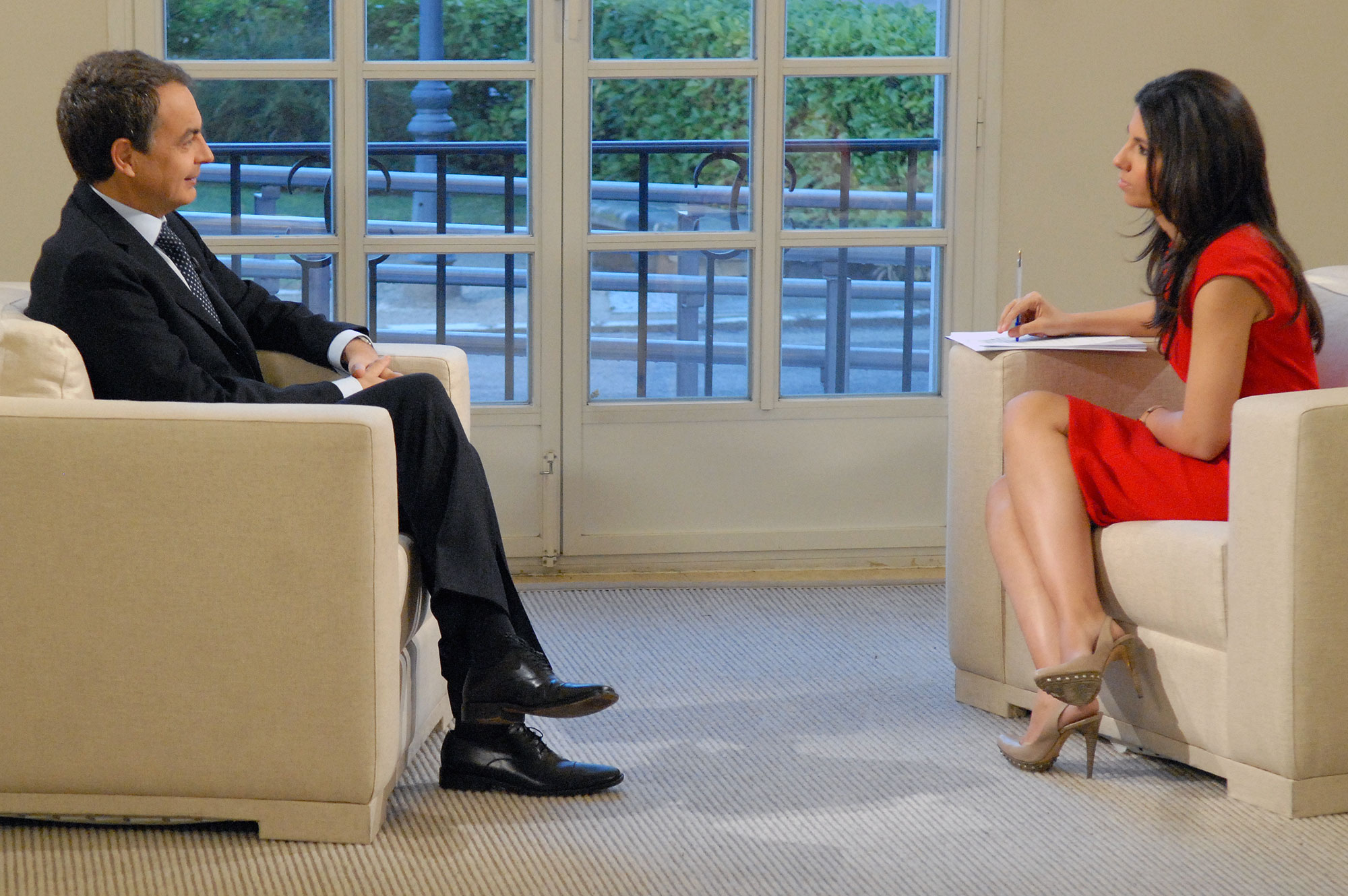
Entrevista a José Luis Rodríguez Zapatero en enero de 2011.

Desde septiembre de 2009 hasta 2012 presentó el espacio Los desayunos de TVE en sustitución de Pepa Bueno. Este espacio consiguió una gran aceptación entre el público, consiguiendo ser líder de su franja horaria en octubre de 2010. La salida de Ana Pastor en 2012 supuso un descenso paulatino de la audiencia del programa. Otras colaboraciones incluyen la presentación de Informe Semanal junto con otros periodistas de la empresa y la participación en el programa vespertino Asuntos Propios de RNE, presentado por Toni Garrido.
El 15 de marzo de 2011 realizó una entrevista al presidente iraní Mahmud Ahmadineyad, que originó un gran interés, y que estuvo también acompañada de cierta polémica ya que el velo que cubría a la periodista resbaló sobre sus hombros, por lo que su pelo quedó al descubierto durante el resto de la entrevista. Por dicha entrevista, su nombre causó gran revuelo en internet y en las redes sociales. Igualmente célebre fue su réplica al presidente de Ecuador, Rafael Correa, indicando que «No estoy acostumbrada ni a responder a preguntas de entrevistados ni a que me llamen Anita».

#### Controversias en entrevistas a políticos

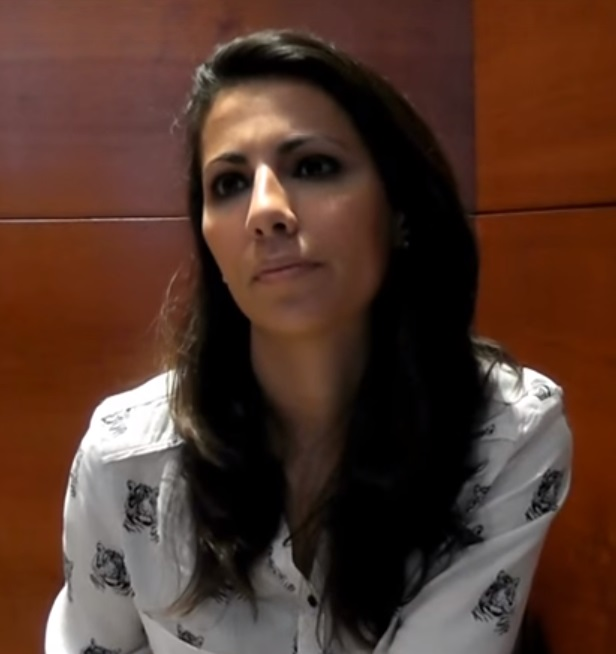
La periodista en 2013

En esa misma entrevista, frente a un Rafael Correa que declaraba la parcialidad de la prensa en pro de intereses políticos y económicos Ana Pastor argumentó que la prensa servía de «intermediaria» entre los ciudadanos y los gobiernos y que, salvo excepciones, los medios de comunicación eran profesionales. Cuando Correa regresó a España para la Cumbre Iberoamericana de Cádiz en noviembre de 2012 fue entrevistado por una periodista diferente en RTVE, ya que Ana Pastor había sido cesada por el cambio de gobierno en España, y al finalizar la entrevista preguntó por dónde se encontraba Ana Pastor. La otra periodista respondió «ya no está». A lo que Correa respondió: «¿No decía que hay independencia en los medios?». En la susodicha entrevista de Rafael Correa con Ana Pastor de marzo de 2012, Correa ironizó sobre quién financiaba a las organizaciones no gubernamentales que criticaban su gestión diciendo: «¿Quién financia a Human Rights Watch? ¿Las hermanitas de la caridad? ¿El cártel de Sinaloa? ¿Quién?». Acto seguido, la cadena TVE rotuló que Correa afirmaba que a la ONG Human Rights Watch la financiaba el cartel de Sinaloa.
El 12 de agosto de 2011 el portavoz del Partido Popular arremete contra la periodista, insinuando la posibilidad de despedirla si el Partido Popular ganara las elecciones por realizar, según su criterio, un trabajo sesgado y no ser imparcial. Pocos meses antes la periodista había realizado una entrevista a la secretaria general de dicha formación política, María Dolores de Cospedal, envuelta en la polémica, por la cerrada defensa de la periodista de la neutralidad y objetividad de la cadena, cuestionada por Cospedal. A partir de estas declaraciones se genera una gran polémica, ya que la periodista ha sido galardonada con varios premios nacionales por su imparcialidad, como el «Premio Libertad de Expresión 2011» entregado por la Asociación de Prensa Nacional, candidata al VII Premio Couso de libertad de prensa y Premio Triángulo 2011.

#### Cese de RTVE
Tras el triunfo del PP en las elecciones de noviembre de 2011, este renueva la directiva de RTVE, tomando Leopoldo González-Echenique el cargo de presidente de RTVE y Julio Somoano el de director de informativos de TVE. Debido a esto, el 4 de agosto de 2012, se hizo público su cese de la dirección del programa Los desayunos de TVE.
Desde RTVE argumentaron que le habían ofrecido otro programa que ella rechazó; sin embargo, la periodista desmintió tal propuesta y declaró que la echaron «por hacer periodismo», y que no le ofrecieron nada concreto. Ana Pastor dijo que se había ido presentando su «baja voluntaria», «sin paro y sin indemnización» porque «no voy a estar en una televisión pública, que paga toda la gente que está aquí, por no hacer nada».

### Etapa en CNN en Español
En septiembre de 2012, se hizo público su fichaje por CNN en Español para presentar un programa de entrevistas a personalidades de la política, la cultura y el deporte a nivel nacional e internacional que serán emitidas por los canales de CNN Internacional y CNN en Español.
En su programa Frente a frente ha entrevistado a personalidades de prestigio como Antonio Banderas, Ferran Adrià, Juan Manuel Santos, Rafael Correa o Rafael Nadal. En España, las entrevistas son emitidas por el canal de cable TNT (España).

### Prensa escrita
Ana Pastor ha colaborado, asimismo, en diarios como El Periódico de Catalunya y en las revistas de moda Yo Dona y SModa.

### Etapa en Atresmedia
El 3 de abril de 2013 se dio a conocer la noticia de que la periodista Ana Pastor había fichado por el grupo Atresmedia, para hacer nuevos trabajos en Antena 3 y en La Sexta. Desde el 2 de junio de 2013 presenta en La Sexta, El objetivo, que trae a España el modelo periodístico denominado verificación de hechos (fact check), que busca determinar la verdad de los discursos políticos. 
El 7 de diciembre de 2015 moderó, junto a Vicente Vallés el «debate a cuatro» entre los tres candidatos a la presidencia, Pablo Iglesias Turrión, Albert Rivera y Pedro Sánchez, y la vicepresidenta del Gobierno Soraya Sáenz de Santamaría emitido por Antena 3, La Sexta, Onda Cero y Atresplayer. Obtuvo 9,2 millones de espectadores de media.
Desde noviembre de 2017 además, comparte la conducción de El objetivo con el programa de repaso a acontecimientos históricos en España ¿Dónde estabas entonces?, en la misma cadena.
En septiembre de 2023 el diario digital ActualTV desveló que la periodista prepara a través de su productora Newtral 'Gabinete de crisis', una nueva serie documental junto al grupo que se estrenará en el último trimestre del año.
El 3 de enero de 2024 estrena y presenta en prime time el formato 'Generación top' en La Sexta, un concurso de cultura general entre famosos de distintas edades.

## Filmografía

### Programas de televisión
| Año             | Programa                       | Canal               | Notas                               |
| --------------- | ------------------------------ | ------------------- | ----------------------------------- |
| 2006 - 2009     | 59 segundos                    | La 1                | Presentadora y directora            |
| 2007 - 2009     | Informe semanal                | La 1                | Presentadora                        |
| 2009 - 2012     | Los desayunos de TVE           | La 1                | Presentadora y directora            |
| 2012            | Frente a frente                | CNN                 | Presentadora                        |
| 2013 - presente | El Objetivo                    | La Sexta            | Presentadora y directora            |
| 2015            | 7D: El debate decisivo         | Antena 3 y La Sexta | Presentadora junto a Vicente Vallés |
| 2017 - 2021     | ¿Dónde estabas entonces?       | La Sexta            | Presentadora                        |
| 2019            | 23A: El debate decisivo        | Antena 3 y La Sexta | Presentadora junto a Vicente Vallés |
| 2019            | 7N: La última oportunidad      | La Sexta            | Presentadora                        |
| 2021            | El Debat                       | La Sexta            | Presentadora                        |
| 2022            | Los Borbones: una familia real | Atresplayer         | Presentadora y directora            |
| 2023            | Cara a cara. El debate         | Antena 3 y La Sexta | Presentadora junto a Vicente Vallés |
| 2024            | Generación TOP                 | La Sexta            | Presentadora                        |

#### Como invitada
| Año             | Programa       | Canal    |
| --------------- | -------------- | -------- |
| 2014 - presente | Zapeando       | La Sexta |
| 2012 - presente | El intermedio  | La Sexta |
| 2012 - presente | El hormiguero  | Antena 3 |
| 2019            | Late Motiv     | #0       |
| 2019            | La resistencia | #0       |
| 2021 - 2022     | La Roca        | La Sexta |

### Series de televisión
| Año  | Serie         | Canal    | Personaje  | Notas      |
| ---- | ------------- | -------- | ---------- | ---------- |
| 2019 | Paquita Salas | Netflix  | Periodista | 1 episodio |
| 2021 | Deudas        | Antena 3 | Ella misma | 1 episodio |